# Parahelops quadricollis
Parahelops quadricollis is een keversoort uit de familie Perimylopidae. De wetenschappelijke naam van de soort werd in 1876 gepubliceerd door Charles Owen Waterhouse.